# Лемхауз, Марк
Марк Лемхауз (англ. Mark Lemhouse); 24 апреля 1971, Сейлем, Орегон, США — американский блюзовый певец, гитарист и автор песен. Номинант Blues Music Awards в номинациях «Альбом-возвращение» (2004), «Альбом акустического блюза (2004).

## Биография
Марк Лемхауз родился в Сейлеме, но рос в Портленде, штат Орегон в семье музыкантов. Освоил гитару в возрасте 11 лет. Играл в Портленде в различных клубах с различными группами. В 1997 году уехал в Мемфис. 
Начал свою профессиональную музыкальную карьеру в Мемфисе, штат Теннесси, играя в блюзовых, рокабилли, американских рутс-группах, а также как сольный исполнитель. В Мемфисе он выпустил два сольных альбома на лейбле Yellow Dog Records. Его дебютный альбом Big Lonesome Radio был номинирован на две премии Blues Music Awards в категориях «Лучший дебют» и «Акустический альбом года». Песня из альбома «Edwin's Lament» была использована в удостоенном премии «Оскар» фильме «Суета и движение». Следующий альбом The Great American Yard Sale был более эклектичным по тематике, чем первый, с песнями, охватывающими темы от Дэвида Боуи до астронавтов. Про него написали что: «Лемхаус переходит от сольного автора блюзовых песен к эклектичному исследователю Америки со своим вторым альбомом, смешивая кантри, блюз, блюграсс и рок-н-ролл в своих интенсивно ритмичных электроакустических комбо-аранжировках» .
В 2007 году Лемхаус продюсировал альбом Bluefinger для альтернативного рок-музыканта Блэка Фрэнсиса из группы The Pixies. После выхода альбома песня «Threshold Apprehension», в которой Лемхаус также участвовал в бэк-вокале, была включена журналом Rolling Stone в список 100 лучших песен года.
Лемхаус гастролировал по США и Европе, выступая на одной сцене с разными артистами, включая Джимми Вона, Блэка Фрэнсиса, Гэри Кларка-младшего, Джона Доу, Келли Джо Фелпса и личного кумира Лемхауса — Ханибоя Эдвардса.
«Пропитанный легендами довоенного блюза, Лемхаус обладает визуальным качеством своей игры на гитаре, завораживающим как наблюдать, так и слышать, как он играет. В сочетании с голосом, исходящим из каждого дюйма его 6 футов 3 дюйма тела, и личностью вдвое большей, его живое выступление не менее удивительно, когда вы осознаете, что все это исходит от одного человека и гитары. Со стилем написания песен, пропущенным через фильтр Хэнка Уильямса-старшего и Тома Уэйтса, он выделяется среди традиционалистов и стал замечен как автор песен высшего уровня» 
«…его тонкая манера речи и столь же непринужденное владение слайд-гитарой, работающей на дельта-частоте, делают его более местным жителем [Мемфиса], чем большинство местных жителей» .

## Дискография
- 2002 Big Lonesome Radio (Yellow Dog Records)
- 2005 The Great American Yard Sale (Yellow Dog Records)
- 2023 Better Days (Bsides Records)